# Italiens de Crimée
 (janvier 2024).
Si vous disposez d'ouvrages ou d'articles de référence ou si vous connaissez des sites web de qualité traitant du thème abordé ici, merci de compléter l'article en donnant les références utiles à sa vérifiabilité et en les liant à la section « Notes et références ».
Les Italiens de Crimée (en italien : Italiani di Crimea ; en ukrainien : Італійці Криму ; en russe : Итальянцы в Крыму) sont une minorité ethnique résidant en Crimée, et dont le noyau le plus important se trouve dans la ville de Kertch.

## Histoire

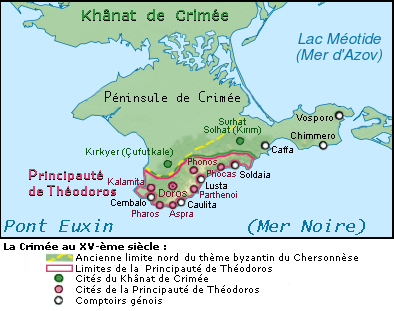
Localisation des comptoirs génois de Crimée au XV.

Des Italiens ont peuplé certaines régions de la Crimée et de l'Ukraine à l'époque romaine, mais aussi à l'époque de la république de Venise et de la république de Gênes. Certaines sources affirment qu'à la fin du XVIIIe siècle, 10 % de la population d'Odessa était italique.
En 1289, le consul génois de Kertch, Paolino Doria, convoque les marchands et les citoyens de la ville pour aider les Italiens en difficulté au quartier général génois à Tripoli. La ville avait été conquise, dépeuplée et détruite par le sultan mamelouk Qalawun. En 1316, le consul de Kafa reçoit l’ordre d’accorder aux Arméniens, aux Grecs et à d’autres chrétiens non génois une certaine zone en dehors des murs de la ville en échange d’échanges économiques avec leurs patries.
Au fil du temps, les possessions génoises en Crimée s’étendent de Kafa à l’ouest jusqu’à Balaklava, et s’étendent à l’est de Kafa avec l’acquisition de Kertch. Kertch est une ville peuplée et riche fondée en 1332 par le pape Jean XXII. Elle est élevée au rang de métropole et est nommé le dominicain Francesco da Camerino comme pasteur spirituel. La première mention d’un consulat génois à Kertch remonte à 1456. En Gothie, au xve siècle, sous la principauté de Théodoros, l'architecture est un mélange de décorations byzantines, italiennes, tatares et génois.
La conquête de la Crimée par l’Empire ottoman marque la fin des colonies commerciales italiennes. Après la prise de Kertch, les Italiens qui y résident sont transférés à Constantinople avec tous leurs biens restants le 12 juillet 1475. Certains d’entre eux réussissent à maîtriser l’équipage ottoman de leur navire pendant la traversée et se sont échappés avec le navire jusqu’à Bilhorod-Dnistrovskyi. Cependant, comme ils avaient un différend sur la distribution du butin qui se trouvait dans le navire, le seigneur de Bilhorod-Dnistrovskyi s’empare du butin et chasse les Italiens. Les autres atteignent Constantinople, un quartier désormais désert de la ville, et paient la taxe de capitation au sultan de l’Empire ottoman.

### Sous l'Empire russe
En 1783, 25 000 Italiens émigrent en Crimée, récemment annexée par l'Empire russe à l'initiative de l'impératrice Catherine II, neuf ans après son indépendance de l'Empire ottoman. Entre 1830 et 1870, des migrants italiens arrivent à Kertch en provenance des Pouilles, principalement de Trani, de Bisceglie et de Molfetta. Ces migrants sont des paysans et des marins attirés par les opportunités d'emploi dans les ports maritimes locaux de Crimée, et par la possibilité de cultiver les terres fertiles et presque inexploitées de Crimée. Le général et patriote italien Giuseppe Garibaldi travaille comme marin au moins deux fois dans la région d'Odessa, entre 1825 et 1833. Une vague ultérieure d'Italiens arrive au début du XXe siècle, invités par les autorités impériales russes à développer des activités agricoles, principalement la culture de la vigne. Les Italiens se sont rapidement installés dans la société locale et la communauté s’est rapidement développée. Kertch comptait 13 106 habitants en 1855.

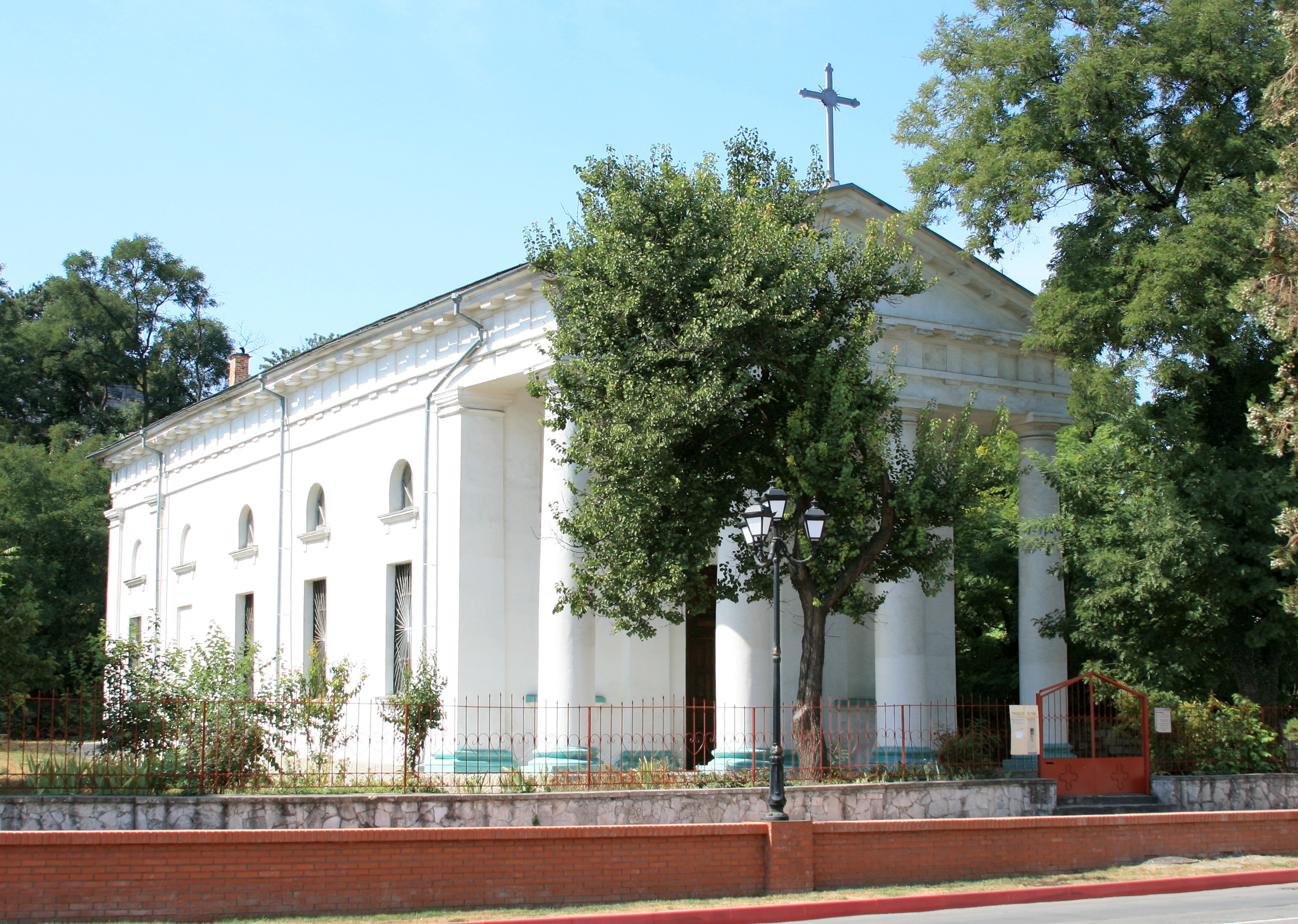
L'église catholique Santa Maria Assunta de Kertch (XIXe siècle).

À Kertch, les Italiens de Crimée construisent une église catholique romaine, encore connue localement sous le nom d'« Église des Italiens ». De Kertch, les Italiens se déplacent vers Feodosia (l'ancienne colonie génoise de Caffa), Simferopol, Marioupol, et vers d'autres ports maritimes impériaux russes de la mer Noire, comme Batoumi et Novorossiïsk.
Au début du XXe siècle, la communauté italienne est suffisamment nombreuse pour disposer d'une école primaire et d'une bibliothèque. Le journal local de l'époque, Kerčenskij Rabocij, publie des articles en italien,. Selon les informations contenues dans les archives statistiques ukrainiennes, les Italiens de Kertch représentent 1,8 % de la population en 1897, et 2 %, soit 3 000 personnes en 1921.

### Sous l'URSS
Après la révolution d'Octobre, de nombreux Italiens sont considérés comme des étrangers et comme des ennemis. Ils font donc face à une forte répression. En 1919, pendant la guerre civile russe, deux croiseurs italiens accostent à Sébastopol, transportant un total de 100 à 150 Italiens à bord, la plupart originaires de Crimée.
Entre 1920 et 1930, de nombreux Italiens antifascistes cherchant asile en Union soviétique sont envoyés de Moscou à Kertch pour organiser la communauté italienne locale. Selon les plans des fermes collectives soviétiques, les Italiens sont contraints de créer un kolkhoze, nommé Sacco e Vanzetti en hommage aux deux anarchistes italiens du même nom. Ceux qui refusent d’obtempérer sont contraints de partir ou expulsés. Selon le recensement de 1933, le nombre d'Italiens dans la région de Kertch a déjà diminué de 1,3 %.
Entre 1936 et 1938, pendant les Grandes Purges, de nombreux Italiens sont accusés d'espionnage et arrêtés, torturés, déportés ou exécutés. En 1939, davantage d'Italiens fuient lorsque leur citoyenneté italienne risque d'être perdue, après que l'Union soviétique a imposé sa propre citoyenneté aux personnes d'origine étrangère. Après cela, 1 100 Italiens restent à Kertch et un nombre moindre dans d'autres communautés,.
En 1942, lorsque la Wehrmacht conquiert l'Ukraine et la Crimée, la minorité italienne est déportée vers l'Asie centrale selon les mêmes modalités que les Allemands de la Volga, déjà déportés en août 1941. L'ensemble de la communauté italienne, y compris les antifascistes installés dans les années 1920, ce qui correspond à 3 000 personnes, est rassemblé et envoyé au Kazakhstan dans des trains scellés, sur ordre de soldats sans signe distinctif mais qui parlaient russe. Le voyage commence le 29 janvier 1942 et dure jusqu'en mars, date à laquelle le convoi arrive à Atbasar où les prisonniers sont transférés dans des camps de travail. La moitié du convoi (dont tous les enfants) sont morts pendant le voyage, ainsi que de nombreux autres lors de la détention dans les camps.
Les quelques survivants sont autorisés à retourner à Kertch sous la direction de Nikita Khrouchtchev. Quelques familles se dispersent dans autres territoires de l'Union soviétique, principalement au Kazakhstan.

### Après l'effondrement de l'URSS
Les descendants des Italiens survivants de Crimée représentent aujourd'hui environ 300 personnes, résidant principalement à Kertch,.
En 2014, l'annexion de la Crimée par la Russie inquiète les Ukrainiens d'origine italienne qui craignent qu'il leur soit impossible d'obtenir la nationalité italienne alors qu'ils sont désormais russes. La Russie n'a alors pas encore reconnu la déportation des Italiens en 1942.

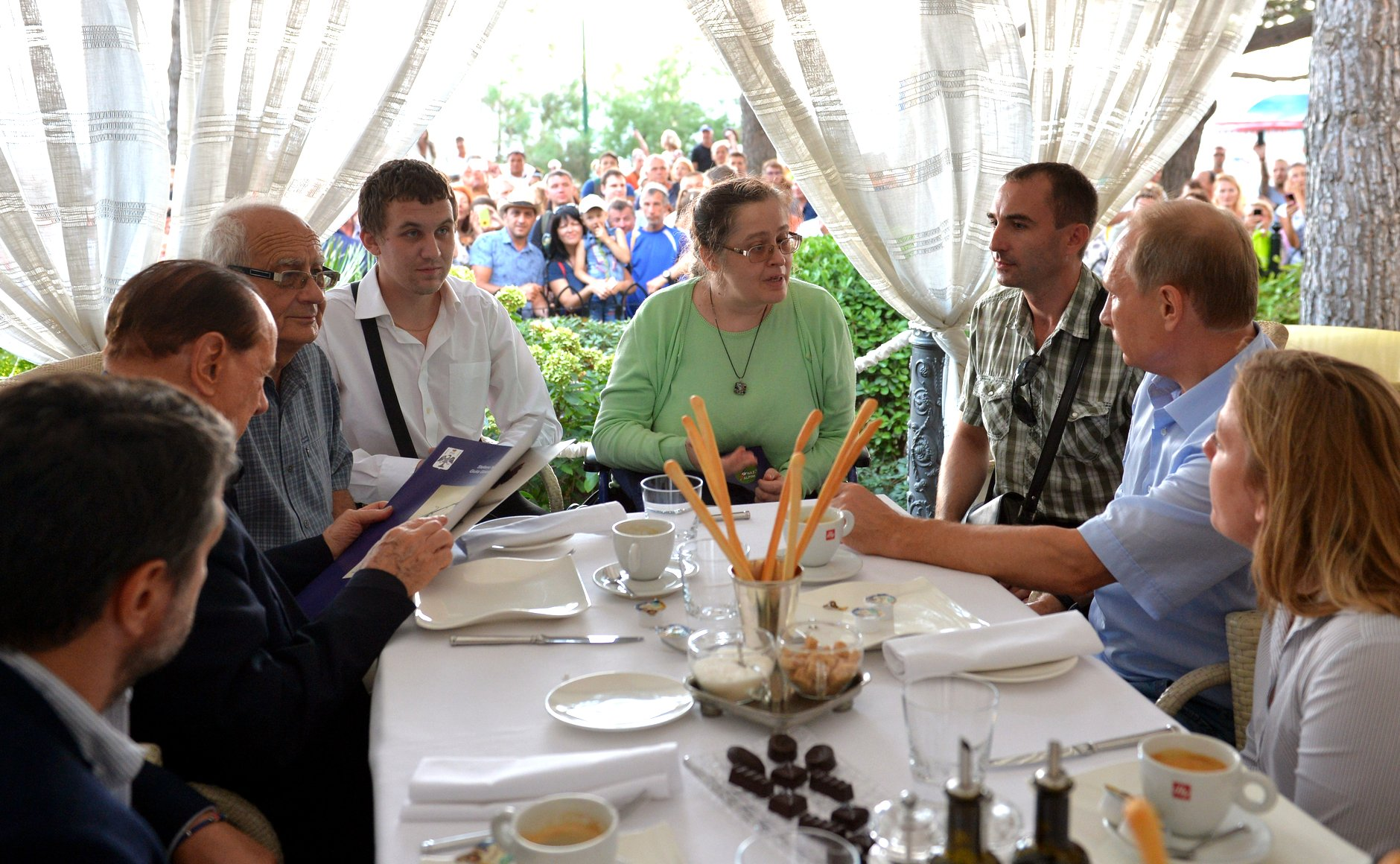
Rencontre de Vladimir Poutine et Silvio Berlusconi avec des membres de la communauté italienne de Crimée à Yalta, septembre 2015.

Le 12 septembre 2015, une délégation de l'association « Cerkio » (une organisation qui représente les Italiens de Crimée), fondée en 2008, conduite par sa présidente, Giulia Giacchetti Boico, et Silvio Berlusconi, rencontre Vladimir Poutine à Yalta. À la suite de cette réunion, le président russe publie un décret reconnaissant le sort des Italiens de Crimée sous le régime stalinien.